# Brian mac Toirrdelbaig
Brian mac Toirrdelbaig Ua Conchobair  (mort en 1267)  est  anti-roi de Connacht de 1236 à 1237.

## Origine
Brian est le fils de Toirrdelbach mac Ruaidri

## Règne
Après le départ de Richard de Bourg (Mac William Burke) pour l’Angleterre, le Lord justicier Maurice FitzGerald (2e seigneur d'Offaly) (nommé Mac Muiris par les Irlandais) convoque les « Étrangers d'Irlande » à une rencontre à Athlone où se trouvait Felim mac Cathal Crobderg Ua Conchobair ce dernier ayant appris qu'il s'agissait d'un piège pour s'emparer de lui quitte le Connacht avec quelques chevaliers et trouve refuge chez O' Domnaill. Les « Étrangers d'Irlande  » le poursuivent jusqu'à Roscommon et au pont de Sligo. Ils razzient le domaine de Tadg Ua Conchobair et rejoignent le Justicier dans le Moylurg. Avant de repartir ce dernier investit Brian le fils de Toirredelbaig un petit-fils de Ruaidri Ua Conchobair comme « Gardien du pays  » il lui laisse une troupe avec laquelle il harcèle les fils d'Áed mac Cathail Ua Conchobair et les partisans de Felim . 
En 1237 Felim mac Cathail revient avec une armée dans le Connacht il a l’appui de Cû Chonnacht O'Raigillig (O' Reilly)à la tête des Ui Briuin, Cathal mac Ragnaill et les Commaicne ainsi que des trois fils d'Áed mac Cathail Chrobdeirg pour attaquer les descendants de « Ruaidri  » c'est-à-dire Brian mac Toirredelbach et ses parents Muirchertach et Domnall les deux fils de Diarmait mac Ruaidri († 1241). aux côtés desquels s’étaient rangés  Cormac mac Dermot, roi de Moylurg. Il y pénètre par les Curlew Mountains et arrive à Drunraitte. Les descendants de Ruaidri envoient contre lui les « hommes du justicier » que Felim met en déroute par une charge furieuse avec très peu de perte parmi les siens. Les fils de Ruaidri se dispersent et leurs domaines sont pillés. Le parti de Felim pille le royaume de Cormac mac Dermot qui est déposé et le Moylurg est donné à Donnchada 
mac Muirtertach Luath-Shuileach Mac Diarmata  .  Le Lord justicier fait la paix avec Felim et les « Cinq cantons du roi » lui sont concédés sans tribut en bétail ou en espèces 
Brian disparaît alors des sources jusqu'à sa mort en 1267 à l'Abbaye de knockmoy (en)

## Sources
- (en) T.W Moody, F.X. Martin, F.J. Byrne A New History of Ireland IX Maps, Genealogies, Lists. A companion to Irish History part II . Oxford University Press réédition 2011  (ISBN 9780199593064). « O'Connors Ó Conchobhair Kings of Connacht 1183-1474  » p. 223-225 et généalogie no 28 et 29 (a)  p. 158-159.
- (en) Goddard Henry Orpen Ireland under the Normans Oxford at the Clarendon Press, 1968, vol. I à vol. IV